# Уткарма
Уткарма (сибирскотат. 
Үткәрмә) — деревня в Аромашевском районе Тюменской области России, входит в состав Новопетровского сельского поселения.
Находится на берегу реки Вагай. Автобусное сообщение.

## Население
| 1989 | 2002 | 2010 |
| ---- | ---- | ---- |
| 133  | ↘121 | ↘83  |